# Ирландско-колумбийские отношения
Ирландско-колумбийские отношения — двусторонние дипломатические отношения между Ирландией и Колумбией.

## История
Ирландские добровольцы сыграли одну из ключевых ролей в обретении Колумбией независимости от Испанской империи. В этой войне приняли участие от 1000 до 2000 ирландских добровольцев под руководством Уильяма Эйлмера, Франсиско Бурдетта О'Коннора и Джеймса Тауэрса Инглиша. Ирландский лидер Джеймс Рук возглавил Британский легион и вместе с армией Симона Боливара перешли из Восточной Венесуэлы через равнины в Анды, где ирландские добровольцы сыграли ключевую роль в сражении при Варгас-Свамп, а затем в последующей решающей битве при Бояке. После победы при Бояке Симон Боливар заявил, что победа над испанцами стала возможной благодаря участию английских и ирландских добровольцев. Во время последующей нестабильности в Колумбии в 1820-х годах ирландцы Даниэль Флоренс О'Лири, Артур Сандес и Джон Джонстон были одними из самых верных офицеров Симона Боливара. Потомки ирландских добровольцев живут в Колумбии и в настоящее время.
В 1953 году основанное Фрэнком Даффом в Дублине религиозное движение Легион Марии направило Шеймуса Грейса и Альфи Лэмба в Боготу с целью распространить свою миссию в Колумбии. Легион Марии был благожелательно принят жителями Колумбии, особенно бедными, многие люди пришли к католической вере, а затем распространил свою деятельность на другие страны Южной Америки.
В 2001 году колумбийская полиция, действуя по наводке британских властей, арестовала трёх ирландцев в Боготе так как они предположительно являлись членами Временной Ирландской республиканской армии (ИРА) и прибыли в страну чтобы тренировать повстанцев Революционных вооружённых сил Колумбии — Армии народа (ФАРК). В 2005 году «Колумбийская тройка», как они стали известны в Ирландии, была признана судом виновной и приговорена к тюремному заключению, однако на период подачи апелляции они были освобождены из-под стражи под обязательство вернуться в суд к дате рассмотрения жалобы. Однако, ирландцы не стали дожидаться даты суда и бежали в Ирландию. Колумбийские власти обратились к правительству Ирландии с просьбой вернуть беглецов, однако получили отказ так как между странами не подписано соглашение об экстрадиции.

## Политические отношения
10 ноября 1999 года Ирландия установила дипломатические отношения с Колумбией. В феврале 2017 года президент Ирландии Майкл Хиггинс стал первым главой государства, осуществившим официальный визит в Колумбию. Во время своего визита он посетил лагерь повстанцев ФАРК в демобилизованной зоне, где провёл переговоры с военачальником Пастором Алапе. Президент Ирландии Майкл Хиггинс пообещал выделить 3 млн. евро в течение следующих пяти лет на поддержку мирных инициатив по прекращению гражданской войны в Колумбии.

## Дипломатические представительства
- Интересы Ирландии в Колумбии представлены через посольство в мексиканском городе Мехико и генеральное консульство в Боготе[11].
- У Колумбии имеется посольство в Дублине[12].